# Better Light Super10K-HS
Super10K-HS — широкоформатный цифровой задник американской фирмы Better Light.
Модель Super10K-HS позволяет делать фотографии и сканировать изображения невероятно высокого качества в 48-битном RGB-формате. Разрешение матрицы составляет 416 миллионов пикселей (разрешение снимка 10200×13600 точек). Один снимок в таком формате занимает 794 Мб дискового пространства (для сравнения, снимок сделанный обычным цифровым фотоаппаратом занимает в среднем 2 — 4 Мб). Размер матрицы составляет 72×96 мм. Чувствительность такого фотоаппарата находится в пределах от 64 до 1000 ISO. В базовой комплектации идёт жёсткий диск объёмом 40 Гб, а за дополнительную плату можно поставить диск размером 80 Гб.
Данное устройство по принципу работы больше походит на цифровой сканер. Время получения цифрового изображения в максимальном разрешении более 2 минут. Данное устройство снабжено компьютерным устройством, с помощью которого можно настроить идеальное сочетание всех характеристик; экспозиция, контраст, баланс белого цвета и чувствительность. На монитор выводится предварительное изображение полученного сканер-снимка. Неоценима помощь задника в искусстве. С помощью устройства можно делать цифровые копии картин выдающихся художников. Качество изображения настолько высокое, что сравнимо с качеством написания самой картины.
Официальный продажи начались в конце марта 2007 года. Стоимость задника составляет 23.000 долларов США.